# Coppa San Geo
La Coppa San Geo è una corsa in linea maschile di ciclismo su strada che si disputa ogni febbraio nella provincia di Brescia, in Italia. Riservata a Elite e Under-23, è parte del calendario nazionale come prova di classe 1.12, costituendone normalmente la gara di apertura.

## Storia
La prima edizione della corsa, aperta ai ciclisti dilettanti e così nominata in onore di Geo Davidson allora presidente dell'UVI, fu organizzata nel 1925 dal Comitato Regionale Lombardo, e si svolse su un percorso di 120 km ad anello con partenza a Milano, transito da Camerlata, Varese, Gallarate, Rho e rientro a Milano; la vittoria, su 162 iscritti e 64 partenti, andò a Pietro Cevini. Nelle successive edizioni l'organizzazione della corsa andò di diritto, ogni anno, alla società vincitrice del premio di rappresentanza nell'edizione precedente.
Nel 1982 l'organizzazione della Coppa venne assegnata stabilmente al G.S. Lombarda Tacchini di Calcinato guidato da Luigi Borno; dal 1982 al 1989 la prova si svolse così sulla riviera gardesana. Nel 1989 a Soprazocco per iniziativa di Gianni Pozzani venne fondato il Gruppo Sportivo San Geo, che dall'anno dopo rilevò dal G.S. Lombarda Tacchini l'organizzazione della prova perpetuando la tradizione bresciana della Coppa San Geo.
Dal 2007 al 2009 ha fatto parte del circuito UCI Europe Tour come gara di classe 1.2, mentre dal 2010 è parte del calendario nazionale come gara di classe 1.12.

## Albo d'oro
Aggiornato all'edizione 2024.
| Anno | Vincitore           | Secondo                 | Terzo                   |
| ---- | ------------------- | ----------------------- | ----------------------- |
| 1925 | Pietro Cevini       | Vittorio Bendoni        | Angelo Marchesi         |
| 1926 | Francesco Margaroli | Libero Errante          | Aldo Bertolotti         |
| 1927 | Michele Mara        | Aleardo Menegazzi       | Mino Mainetti           |
| 1928 | Mario Bianchi       | Alessandro Catalani     | Piero Bauducco          |
| 1929 | Severino Canavesi   | Learco Guerra           | Enrico Bovet            |
| 1930 | Andrea Minasso      | Pierino Ferioli         | Aimone Altissimo        |
| 1931 | Alfredo Bovet       | Severino Canavesi       | Carlo Romanatti         |
| 1932 | Ennio Migliorini    | Pietro Rimoldi          | Giovanni Cazzulani      |
| 1933 | Giovanni Rossi      | Camillo Erba            | Francesco Magugliani    |
| 1934 | Aldo Canazza        | Enrico Mara             | Alfredo Dinale          |
| 1935 | Isidoro Piubellini  | Osvaldo Bailo           | Antonio Andretta        |
| 1936 | Attilio Morbiato    | Ivo Mancini             | Giovanni Mancini        |
| 1937 | Pierino Favalli     | Quirico Bernacchi       | Giovanni Rogora         |
| 1938 | Alfredo Buriani     | Achille Bucco           | Celso Marini            |
| 1939 | Oreste Conte        | Spirito Godio           | Giuseppe Galimberti     |
| 1940 | Oreste Sartori      | Carlo Ronca             | Edgardo Scappini        |
| 1941 | Oreste Conte        | Andrea Giacometti       | Claudio Goretti         |
| 1942 | Elio Bertocchi      | Giovanni Capuzzi        | Giovanni Ronco          |
| 1943 | Umberto Nava        | Giovanni Ronco          | Giovanni Pinarello      |
| 1944 | Luigi Mutti         | Diego Marabelli         | Luigi Valotti           |
| 1945 | Michele Motta       | Aldo Baito              | Alessandro Gamba        |
| 1946 | Luigi Casola        | Carlo Moscardini        | Italo De Zan            |
| 1947 | Giuseppe Molinari   | Silvio Pedroni          | Fiorenzo Crippa         |
| 1948 | Dino Lambertini     | Renzo Cerati            | Romano Corradini        |
| 1949 | Guido Bernardi      | Francesco Ferrari       | Vincenzo Papetti        |
| 1950 | Gino Filippini      | Enrico Gandolfi         | Rinaldo Breschi         |
| 1951 | Addo Kazianka       | Francesco Lucchesi      | Giorgio Pavesi          |
| 1952 | Giosafatte Lamera   | Franco Manenti          | Eolo Pesci              |
| 1953 | Vasco Modena        | Adriano Zamboni         | Ilario Giacobbi         |
| 1954 | Giovanni Ranieri    | Otello Gola             | Giuseppe Cappagli       |
| 1955 | Rino Bagnara        | Giuseppe Calvi          | Isidoro Martinelli      |
| 1956 | Alfredo Zagano      | Gino Bagnoli            | Bartolo Volsi           |
| 1957 | Vittorio Poiano     | Pietro Musone           | Giosafatte Lamera       |
| 1958 | Claudio Luzzini     | Enzo Paolini            | Giacomo Grioni          |
| 1959 | Pietro Musone       | Antonio Bailetti        | Giovanni Bettinelli     |
| 1960 | Franco Cribiori     | Attilio Porteri         | Marino Vigna            |
| 1961 | Vittorio Adorno     | Dialma Lovo             | Ennio Zerbinati         |
| 1962 | Gianni Bisesti      | Severino Andreoli       | Sergio Alzani           |
| 1963 | Primo Nardello      | Enzo Paolini            | Eligio Albizzati        |
| 1964 | Bruno Bodei         | Giancarlo Visigalli     | Adriano Amici           |
| 1965 | Giancarlo Visigalli | Renato Bottazzini       | Carlo Bozzi             |
| 1966 | Bruno Vittiglio     | Carlo Gallazzi          | Mino Denti              |
| 1967 | Luigi Borghetti     | Antonio Carniel         | Carlo Gallazzi          |
| 1968 | Franco Cortinovis   | Ernesto Donghi          | Gianni Fusar Imperatore |
| 1969 | Erasmo Cogliati     | Enzo Trevisan           | Guido Lussignoli        |
| 1970 | Agostino Bertagnoli | Vittorio Scremin        | Marino Fusar Poli       |
| 1971 | Ezio Cardi          | Guido Lussignoli        | Aldo Parecchini         |
| 1972 | Alfio Monfredini    | Giuliano Fontana        | Franco Orante           |
| 1973 | Alfiero Di Lorenzo  | Livio Mazzola           | Adriano Bonardi         |
| 1974 | Edoardo Tosetto     | Gennaro Alfano          | Flavio Pezzotta         |
| 1975 | Orfeo Pizzoferrato  | Luigi Fossati           | Dino Porrini            |
| 1976 | Giorgio Casati      | Walter Prandi           | Fabrizio Vitali         |
| 1977 | Damiano Marcoli     | Mario Gozzolini         | Fulvio Maganza          |
| 1978 | Fiorenzo Scalfi     | Fulvio Gandini          | Antonio Saronni         |
| 1979 | Daniele Caroli      | Giorgio Zanotti         | Maurizio Mandelli       |
| 1980 | Silvestro Milani    | Moreno Argentin         | Flavio Zappi            |
| 1981 | Maurizio Orlandi    | Giovanni Spiranelli     | Alberto Zanaboni        |
| 1982 | Davide Retroni      | Claudio Calloni         | Mirko Negri             |
| 1983 | Vincenzo Colpani    | Eros Poli               | Luigi Giovenzana        |
| 1984 | Roberto Pagnin      | Hans Daams              | Luigi Giovenzana        |
| 1985 | Luigi Giovenzana    | Claudio Bestetti        | Giuseppe Brignoli       |
| 1986 | Dario Rando         | Marco Botta             | Giovanni Fidanza        |
| 1987 | Ettore Badolato     | Johnny Carera           | Alberto Destro          |
| 1988 | Giovanni Fidanza    | Johnny Carera           | Angelo Denti            |
| 1989 | Alberto Destro      | Rodolfo Galli           | Giuseppe Citterio       |
| 1990 | Gianviro Martinelli | Gianbattista Bardelloni | Massimo Strazzer        |
| 1991 | Rosario Fina        | Walter Castignola       | Fabrizio Tarchini       |
| 1992 | Fabian Hannich      | Fausto Oppici           | Alberto Destro          |
| 1993 | Simone Rebellin     | Alberto Destro          | Simone Tomi             |
| 1994 | Paolo Cadenotti     | Luca Prada              | Federico Tozzo          |
| 1995 | Alberto Destro      | Sergio Previtali        | Flavio Zandarin         |
| 1996 | Mirco Marini        | Roberto Savoldi         | Alessio Bongioni        |
| 1997 | Matteo Frutti       | Alessandro Dancelli     | Paolo Bossoni           |
| 1998 | Alessandro Rota     | Nicola Chesini          | Domenico Gualdi         |
| 1999 | Roberto Savoldi     | Marco Zanotti           | Nicola Chesini          |
| 2000 | Cristian Bianchini  | Cristiano Parrinello    | Simone Cadamuro         |
| 2001 | Alberto Loddo       | Antonio Palumbo         | Stijn Vanstraelen       |
| 2002 | Giacomo Montanari   | Antonio Bucciero        | Marco Menin             |
| 2003 | Angelo Ciccone      | Roberto Berein          | Stefano Marenco         |
| 2004 | Michele Maccanti    | Elia Rigotto            | Paride Grillo           |
| 2005 | Roberto Traficante  | Maurizio Girardini      | Matteo Priamo           |
| 2006 | Roberto Ferrari     | Antonio Bucciero        | Salvatore Mancuso       |
| 2007 | Hrvoje Miholjević   | Ermanno Capelli         | Davide Ricci Bitti      |
| 2008 | Michele Merlo       | Andrea Grendene         | Sacha Modolo            |
| 2009 | Davide Cimolai      | Maciej Paterski         | Salvatore Mancuso       |
| 2010 | Marco Zanotti       | Paolo Locatelli         | Nicola Ruffoni          |
| 2011 | Renzo Zanelli       | Marco Zanotti           | Sonny Colbrelli         |
| 2012 | Daniele Cavasin     | Nicola Boem             | Michele Foppoli         |
| 2013 | Daniele Collodel    | Nicola Gaffurini        | Ricardo Pichetta        |
| 2014 | Alberto Tocchella   | Marlen Zmorka           | Nicolas Marini          |
| 2015 | Davide Ballerini    | Luciano Rota            | Davide Martinelli       |
| 2016 | Michele Gazzara     | Fausto Masnada          | Oliviero Troia          |
| 2017 | Leonardo Bonifazio  | Damiano Cima            | Andrea Toniatti         |
| 2018 | Filippo Tagliani    | Giovanni Lonardi        | Matteo Furlan           |
| 2019 | Emanuele Pizzo      | Filippo Rocchetti       | Samuele Zambelli        |
| 2020 | Enrico Zanoncello   | Filippo Bertone         | Francesco Di Felice     |
| 2021 | Davide Persico      | Samuele Zambelli        | Tommaso Fiaschi         |
| 2022 | Samuele Zambelli    | Matthew Kingston        | Davide Persico          |
| 2023 | Davide Persico      | Alberto Bruttomesso     | Andrea D'Amato          |
| 2024 | Bryan Olivo         | Davide Donati           | Giovanni Bortoluzzi     |